# Love and Other Lessons
Love and Other Lessons (Liberal Arts) est un film américain écrit, réalisé et produit par Josh Radnor, sorti en 2012.
Il s'agit du second film de Josh Radnor après Happythankyoumoreplease, connu pour son rôle de Ted Mosby dans la série How I Met Your Mother.

## Synopsis
Jesse Fisher, âgé de 35 ans, rencontre une jeune femme de 19 ans, Zibby, élève dans l'université où il a étudié.

## Fiche technique
- Titre : Liberal Arts
- Titre français : Love and Other Lessons
- Réalisation : Josh Radnor
- Scénario : Josh Radnor
- Musique originale : Ben Toth
- Pays d'origine :  États-Unis
- Produit par : Josh Radnor, Brice Dal Farra; Claude Dal Farra; Jesse Hara; Lauren Munsch.
- Montage : Michael R. Miller
- Genre : comédie, drame
- Durée : 101 minutes
- Dates de sortie :
  - États-Unis : 22 janvier 2012 (Festival du film de Sundance) ; 14 septembre 2012 (sortie nationale)
  - France : 7 octobre 2014 (Festival international du film de Saint-Jean-de-Luz)

## Distribution
- Josh Radnor : Jesse Fisher
- Elizabeth Olsen : Zibby
- Elizabeth Reaser : Ana
- Zac Efron : Nat
- Richard Jenkins : Peter Hoberg
- Michael Weston : Miles
- John Magaro : Dean
- Kate Burton : Susan

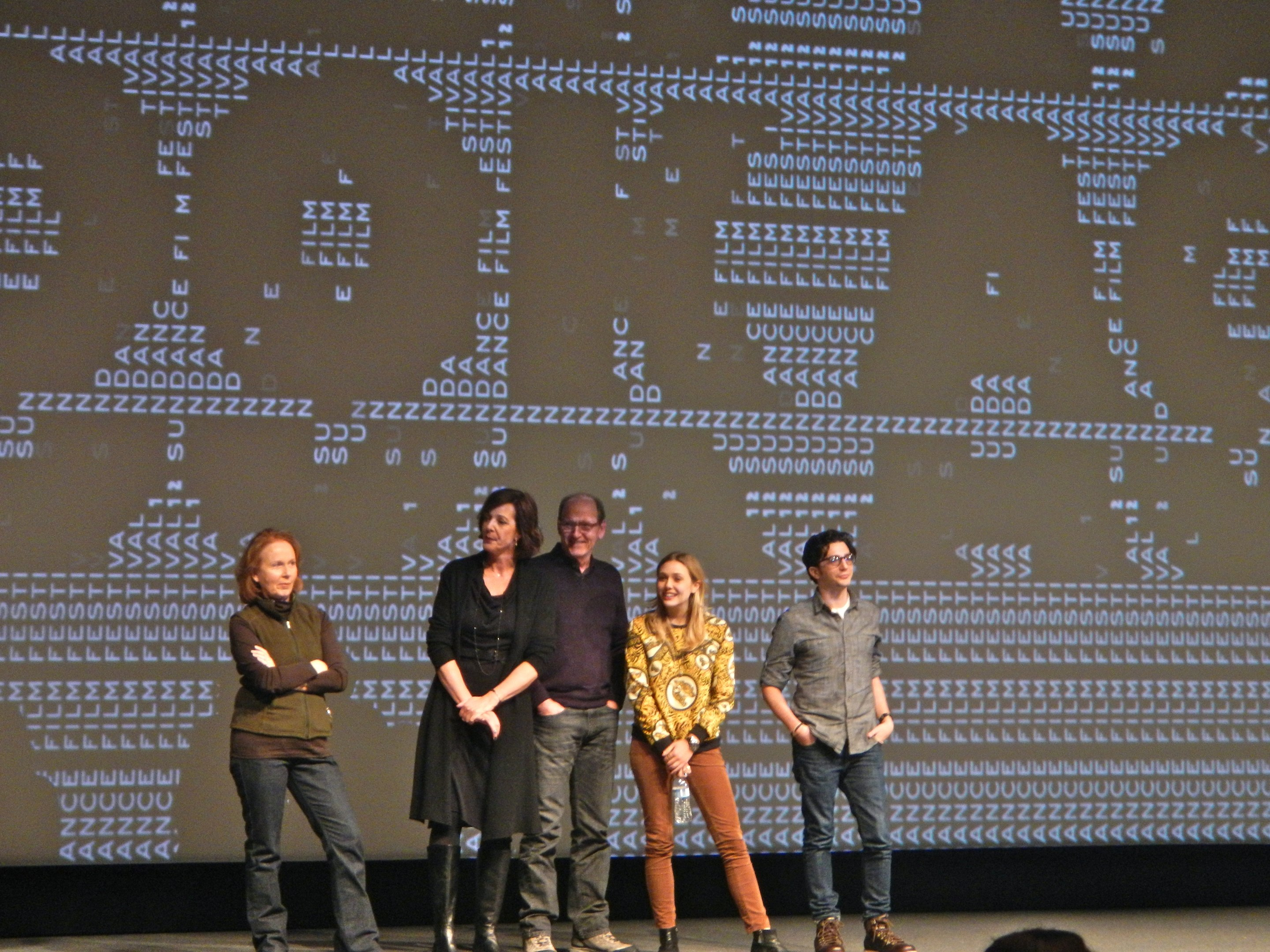
Les acteurs Kate Burton, Richard Jenkins, Elizabeth Olsen et John Magaro à la première du film au Festival de Sundance 2012.

- Allison Janney : Pr. Judith Fairfield
- Angelic Zambrana : Tina
- Robert Desiderio : David
- Kristen Bush : Leslie
- Gregg Edelman : Robert
- Ali Ahn : Vanessa

## Production
Le film a été tourné au cours de l'été 2011 au Kenyon College (Ohio), l'alma mater de Radnor et Janney.

## Distinctions

### Nominations
- Festival du film de Sundance 2012 : hors compétition, sélection « Premieres »[3]